# ピアノ協奏曲第3番 (チャイコフスキー)
ピアノ協奏曲 第3番（ロシア語: Фортепианное концерт No.3）変ホ長調作品75は、ピョートル・チャイコフスキーが作曲したピアノ協奏曲の一つ。ただし、全曲の完成には至らなかった。
チャイコフスキーは当初『人生』と銘打った交響曲を構想していたが、それを破棄してピアノ協奏曲として生まれ変わらせることにした。しかし完成以前にチャイコフスキーは死去したため、結局のところ作曲者が完成させることのできたのは第1楽章「アレグロ・ブリランテ」のみであり、それが死後に遺作として作品75という番号つきで出版された。
チャイコフスキーの死後、その弟子のセルゲイ・タネーエフがこの曲の緩徐楽章と終楽章のスケッチを補筆・編集し、『アンダンテとフィナーレ』とした（出版にあたって「作品79」とされた）。
本作の複雑きわまる成立史は、交響曲第5番の大成功を受けて、チャイコフスキーが自分自身を表現しようとした悪戦苦闘を映し出している。結局その試みが叶ったのは、交響曲第6番『悲愴』においてであった。
なお、後にこの曲やタネーエフ編の『アンダンテとフィナーレ』などを基にして、チャイコフスキーが当初考えていた『人生』交響曲の再構成の試みが行われている。そのひとつが、1950年代にロシアの作曲家セミヨン・ボガティレフが4楽章の交響曲に編集し直した『交響曲第7番変ホ長調』である。さらに、2005年にロシアの作曲家ピョートル・クリモフが3楽章の交響曲として編集し直している。日本ではこのクリモフ版を「未完成交響曲『ジーズニ』(ロシア語: Жизнь)」と呼び、日本初演および録音が行われている。

## 『人生』交響曲
チャイコフスキーはかつてロシア皇族のコンスタンチン大公に次のように述べている。
「私は文字通りに、働かずには生きられないのです。ある仕事が片付いてしまえば（略）すぐに新しい仕事に取りかかろうとする願望がわくのです。（略）このような状況では、新しい仕事が真の創造的な必然性によって生じるとは限りません。」
1889年11月までに、チャイコフスキーの創作衝動はいよいよ激しくなろうとしていた。交響曲第5番が完成してから1年が経っており、それ以後の楽曲からも8か月が経っていた。チャイコフスキーはコンスタンチン大公に、何か漠然とした標題による大規模な交響曲で自分の創作活動の有終の美を飾りたいと長いこと切望していたのだと打ち明けている。その曲がどんなものになるかについて、事前の発想をいくつか書き留めたのは、1年半のアメリカ演奏旅行から帰国する前だった。とはいえ、より重要なのは、チャイコフスキーが大まかに構想した標題なのである。
「この交響曲の（略）究極の本質は、人生である。第1楽章は、仕事に対する衝動や情熱、それに自信。短くしなければならない（挫折の結果としての最後の死）。第2楽章は愛、第3楽章は落胆、第4楽章は死（やはり短く）。」
それからの数か月間、チャイコフスキーは『くるみ割り人形』と『イオランタ』を作曲しながら、交響曲『人生』の細かい楽曲素材を書き続けたが、いざ体系的な創作に取りかかってみると、これらの多くや以前の楽想は破棄された。使われるべき標題にしても同様であった。しかし、その他の素材は作品の素案とされた。進捗具合は迅速で、1892年6月8日までに第1楽章と終楽章がスケッチされた。チャイコフスキーは7月と8月にかけて続きの作曲を片付けたいと望んでいたが、残りの部分の作曲は10月までもたついた。それでも11月4日には全曲のスケッチが完成し、それから3日がかりで第1楽章が再現部までオーケストレーションを施された。
チャイコフスキーはすでにモスクワの2月の慈善演奏会で、新作交響曲の初演を申し出ていた。だが、今一度の中断を余儀なくされてから、改めてスケッチを見直してみると、全く興醒めした。甥のボブことヴラディーミル・ダヴィドフに宛てた1892年12月16日付けの書簡において、「こいつはただ何かを作曲するためだけに書かれた代物だ。面白いところも共感を呼ぶようなところもまるでない」とこぼしている。「こいつは破棄して、無かったことにする……きっと。」と付け加えてもいるものの、「この主題はまだ私の想像力を羽ばたかせる可能性がある」とも言っている。ただし、どのくらいの可能性があるのかは、チャイコフスキー自身はっきりと分かってはいなかったのかもしれない。
すぐさまダヴィドフは返事をよこした。非常に力強い言い回しにチャイコフスキーは驚いた。1892年12月19日付の手紙で、ダヴィドフはこう書いたのである。「僕も残念に思います。おじさんがその交響曲を、自分には醜く思えたというので、スパルタの子供たちがしたように崖から投げ捨ててしまったとはね。それでもその交響曲は、5番までの交響曲と同じく、きっと天才の仕事だったでしょうにね。」
チャイコフスキーが変ホ長調の交響曲を断念したのは、交響曲にはどうしても必要だと感じていた内省を欠いていて、人格を交えていないと悟ったからだった。つまり、人生哲学や、創り手個人の感情の表現が見当たらないということである。チャイコフスキーはこの交響曲を作り続ける気力を殺がれ、「無意味な和音と、何も表現しないリズムのまとまり」と呼んだ。それでもダヴィドフの発言に鼓舞されて、スケッチをすべて破棄してしまう代わりに、再利用しようと思い立った。「変ホ長調の交響曲」の音楽は、チャイコフスキー個人の判断基準では、情緒的に何も言い表していなかったのだとしても、だからといってそれが無価値というわけではなかったのである。主楽想はきわめて魅力的であり、巧みに展開され、外向的である。このような主題が耳をそばだてるように扱うことができる作曲家の手にかかれば、とどのつまり結果は、音楽学者が分析するに値するものとなるのである。
より重要なのは、構想した標題に基づいて新作交響曲を書き上げるという考えをチャイコフスキーが放棄していなかったことである。変ホ長調の交響曲は、骨折り損のくたびれ儲けに終わったが、その後に『悲愴』交響曲となったものを着想する上では影響力があった。
破棄した交響曲のスケッチをピアノ協奏曲に転用するという考えにチャイコフスキーが初めて言及したのは、1893年4月になってからである。チャイコフスキーは7月5日にピアノ協奏曲の作曲に取りかかり、それから8日後に第1楽章を完成させた。すぐに仕事は終わったものの、チャイコフスキーはそれが満足できる仕事ではないと分かっていた。自筆譜の上に「お蔭様でおしまい!」と書き込んだが、秋になるまでそのオーケストレーションに着手しなかったからである。

## 交響曲から協奏曲へ
6月にチャイコフスキーはロンドンで自作の『交響曲第4番』を指揮した。その地で、5年前にパリで出逢ったピアニストのルイ・ディエメとばったり再会した。ロンドンの演奏会の後でケンブリッジを訪れ、ケンブリッジ大学より名誉博士号を授与されている（同じ席上で、カミーユ・サン＝サーンスとマックス・ブルッフも表彰された）。その後、一時ロンドンに戻り、そこからパリに直行した。そしてパリからスイスとオーストリア経由でロシアに戻った。まずはコンラーディ家の領地グラキノに滞在して新作の協奏曲を書き上げ、それからやっとクリンの自宅に向けて帰路に就いた。
『ピアノ協奏曲第3番』でディエメが意識されていたことからすると、破棄した交響曲の一部をピアノ協奏曲に仕立て直そうというチャイコフスキーの決心は、ディエメと旧交を温めたことによって強まったのかも知れない。ディエメは当時のフランスのピアノ界の最高峰の一人であり、フランス国内では「音階とトリル奏法の王者」として知られていた。ディエメの門人は、多くはフランスの音楽史上で傑物として名を残しており、たとえばヴァンサン・ダンディやアルフレッド・コルトー、ロベール・カサドシュがいる。 
チャイコフスキーにとってより重要だったのは、ディエメはその経歴を通じて、多くのフランス音楽を初演してきたことであり、たとえばセザール・フランクの『交響的変奏曲』もディエメが初演者だった。しかもディエメは、1888年にパリで行われた室内楽の音楽祭で、チャイコフスキーの『協奏的幻想曲ト長調』作品56を2台ピアノ版で取り上げたのである（第2ピアノはチャイコフスキー自身が弾いた）。チャイコフスキーの新作に興味を持つだけでなく、それを攻略することもできるような芸術家がいるとすれば、それがディエメにほかならなかった。過去に『ピアノ協奏曲第1番』や『ヴァイオリン協奏曲』をめぐってニコライ・ルビンシテインやレオポルト・アウアーと不和になったことを思えば、チャイコフスキーは無条件に面白がってもらえる可能性をディエメから気軽に引き出すことなどできなかったであろう。
チャイコフスキーは『悲愴』交響曲を仕上げると、再びピアノ協奏曲に向き直るが、再び疑念の波に襲われるばかりであった。ピアニストのアレクサンドル・ジロティに、「音楽については、そこそこ捗っている。だが、あまり気持ちのいい作品ではない」と告げている。1893年10月6日には、ポーランドのピアニストで作曲家のシギスムント・ストヨフスキに宛てて、「（先日）書き送ったように、新作の交響曲は出来上がりました。今や私は、われらが親愛なるディエメ氏のための新作協奏曲の総譜づくりに取り掛かっています。彼に逢った時には、お伝え下さい。私はその仕事を続けていて、気が付いたらこの協奏曲は、うんざりするほど恐るべき長さになってしまったと。それゆえ私は、一つの楽章だけを残して、それだけで一つの完全な協奏曲をまとめ上げることに決めました。後半の2楽章が使い物にならなくなったのですから、あとの仕事は、曲にもっと手を入れるだけです。」その同日（10月6日）にチェリストのユリアン・ポプロフスキーが、チャイコフスキーのクリンの自宅に訪ねて来て、チャイコフスキーが自筆譜に目を通していたのを知った。
単一楽章の『演奏会用アレグロ』（フランス語: Allegro de concert）ないしは『コンツェルトシュテュック』（ドイツ語: Concertstück）の選択は、フランクの『交響的変奏曲』や交響詩『ジン』、フォーレの『バラード』といった近代フランスのピアノと管弦楽のための作品群に相和する。チャイコフスキーが楽曲の大胆なカットを思い付いたのは、これが初めてでもなかった。チャイコフスキーの伝記作家で音楽学者のジョン・ウォラックは、チャイコフスキーがパリでディエメと演奏した『協奏的幻想曲』が、当初は2楽章の作品として構想されたことに、注意するように説いている。チャイコフスキーの心はこの作品の両楽章をそのまま残すか、もしくは "Quasi Rondo" の第1楽章のみを単独で出版するかで揺れ動いていた。結局、彼は両楽章をそのまま残しつつ、『協奏的幻想曲』の出版に際してその余録として12ページの「かなりおどけた華麗さを持つ」コーダを付けることにした。彼はこれを第2楽章を飛ばす場合にのみ演奏するように、と指示している。.

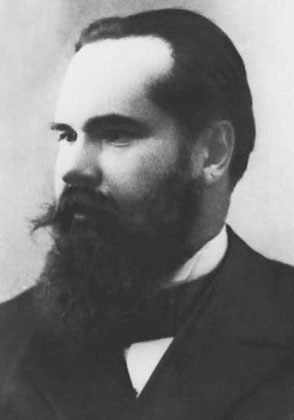
セルゲイ・タネーエフ

チャイコフスキーは自身の元生徒で友人のセルゲイ・タネーエフにある期間頼り、ピアノ特有の事柄について技術的な助言を得ていた。「アレグロ・ブリランテ」のスコアを1893年10月に書き上げると、タネーエフにおおまかな感想を求めた。しかし、幼少期にタネーエフとともに作曲を学び、彼を通してチャイコフスキーに会った音楽作家で作曲家のレオニード・サバネーエフによると、「チャイコフスキーはタネーエフをいくらか恐れているように思われた。タネーエフがチャイコフスキーの作品に対して全く歯に衣着せぬ感想を言うため、彼は狼狽しているようだった。タネーエフは、長所は言うまでもなく明白である一方、一般に落ち度と考える点は正確に示さなければならないと信じていた。自分が断罪する点について、完全に譲歩することは滅多にしなかった。作曲家は非常に神経質で、しばしば自分自身に強く不満を持つものである。チャイコフスキーはまさにそういう人物であった。全ての作品について病的なほどに自信がなく、しばしばそれらを破棄しようとさえした…」
サバネーエフは、チャイコフスキーが交響曲第5番をタネーエフに見せに来たときのことも追想する。タネーエフはピアノで原稿の一部を弾き始めた。「タネーエフは独特の学者ぶった物言いで落ち度と考えるものを示し始め、それによってチャイコフスキーをさらに大きな失望へと突き落とした。チャイコフスキーは楽譜をつかむと赤鉛筆で『酷いゴミ』と書きなぐった。その刑罰にもまだ満足せず、楽譜を半分に引き裂いて床に投げ捨てた。そして部屋から走り出てしまった。タネーエフは落胆して楽譜を拾い、私にこう言った。『ピョートル・イリイチは全てを深刻にとらえるんだ。結局彼自身が私の意見を求めたのに』…」
『ピアノ協奏曲第3番』に関しては、タネーエフは独奏パートに典型的な超絶技巧が欠けていると思った。チャイコフスキーはジロティに、タネーエフも協奏曲については自分と同じく評価が低いと告げている。だがその会見の後、チャイコフスキーの弟モデストはジロティに対し、兄の恐れは続かないだろうという彼の確信を述べている。モデストはタネーエフが下した評価に疑問を差し挟むことはしなかったものの、チャイコフスキーは既にディエメに対して協奏曲の完成を約束しており、何より約束を破らないことを証明したいだろうから総譜を見せたがっている、と述べている。
その後、1か月もしないうちに、チャイコフスキーは息を引き取った。
作曲家の死から数か月すると、モデスト・チャイコフスキーはタネーエフに、未完成のまま残された兄の自筆譜を完成するように頼んでいる。タネーエフは、1894年6月末にこの仕事に着手する。同年9月に、ユルゲンソン社は、「アレグロ・ブリランテ」楽章を『ピアノ協奏曲第3番』として出版することに同意し、翌月には印刷の準備が整った。
チャイコフスキーの没後1周年の記念演奏会において、タネーエフのピアノで『ピアノ協奏曲第3番』を初演することが企画された。この初演は、総譜とパート譜が時間に間に合わなかったために延期された。1894年12月18日になってもタネーエフは出版譜を受け取っていない始末だったという。結局タネーエフは『ピアノ協奏曲第3番』の初演を、1895年1月7日にサンクトペテルブルクにおいて、エドゥアルド・ナープラヴニークの指揮で行なった。その後タネーエフは日記に、「演奏は良かったがあまり成功しなかった。1度きりしか（舞台に）呼び戻されなかった」と書き入れた。
ユルゲンソン社は『第3番』の総譜のほかに、1894年11月に2台ピアノ版を、1895年3月にはパート譜を出版した。

## 問題点
チャイコフスキーの伝記作家で音楽学者のデイヴィッド・ブラウンによると、タネーエフが作曲者に指摘したところの第1楽章の欠点は、大規模な管弦楽の楽章を独奏者一人と管弦楽用に編曲したことによる不可避の帰結だという。ブラウンは、既に作曲した音楽の本質を書き直す意思は作曲者に全くなかったとする。主に、そもそも管弦楽のテクスチュアであるものをピアノ独奏に変換し、あるいは独奏者が存在するようにするためにテクスチュアのアイディアを引き出し、あるいは既にあるものをピアノ風の装飾で上塗りしたというのである。製図板にまで完全に戻って新たに音楽的なアイディアを発想し直すのではなくて、既に書いたものを本質的には再配置することで、作曲者の努力によって創造されたものが「不愉快な」―作曲者自身がこの曲についてジロティに述べる際に使った言葉である―ものであると明らかになりそうであったのだ。
ブラウンはさらにこう続ける。「しかし問題の根はこれよりさらに深い。第5交響曲はチャイコフスキーが西側の交響曲の形式として見出したものと、彼自身の独創的な発想の融合によって決定付けられており、それが多くの点において見事に成功している。つまるところ最も重要なのは、彼の音楽の創造が先進性を勝ち得たのは、そのような興味に端を発する要求たちが衝突して生じた不調和においてであったということだ。もしも、彼が1892年に予定通り変ホ長調の交響曲に着手した際、彼がまだその時既に出来上がっていた筋書きに則ってやっていく気があったなら、彼はすぐさまそれを投げ捨てたことだろう。なぜなら、古臭い造型によって純粋な音楽体験ではない、他の事柄ばかりが目立ってくるのは思いも及ばないことだからだ。それは実際、チャイコフスキー自身が出来上がったスケッチを精査したときに気づいたことでもある。ここでむしろ、変ホ長調の交響曲は第5交響曲の経験を継承しようとして、西欧の伝統へより完全に屈服してしまう危険があった。チャイコフスキーのスケッチを生き返らせようとするセミヨン・ボガティレフの自覚的な試みを見てみると、作品は無個性なままで、期待されるまばゆい独自性の手がかりすら与えず、その表現力を破壊してしまっている。すなわち、第3協奏曲はその一級品ではない素材の段階以外でも、ハンディを付けられている」
しかしチャイコフスキーは、この曲に人間味に欠けた性質があることを既に理解していた。それがこの曲を破棄すると最初に決め、後にこの曲の欠点ではなく長所が活かされるような形式へと改作した理由である。モールスの「聴く者を疲弊させる表現力」についてのコメントは一考に値する。『ピアノ協奏曲第3番』が「一級品ではない」のは、『交響曲第5番』や『悲愴』交響曲、また『ピアノ協奏曲第1番』ほどには圧倒的な表現力がないからであろうか? この点に関しては議論の余地があるにせよ、それがチャイコフスキーがそもそも変ホ調交響曲をピアノ協奏曲へと書き直した理由ではない。
「まばゆい独自性の手がかりすら与えない」という点にも議論の余地があるが、こちらの方が擁護はたやすい。チャイコフスキーが交響曲を再構成することを選んだために、彼があらゆる手を尽くしたことで作品は新鮮さを失ったものになったのである。『協奏曲第1番』を聴いてから『第3番』を聴けば、この点を確認することができるだろう。チャイコフスキーが協奏曲と付き合い続けるのを嫌がったということも、一つの理由となる。それが彼が重要な作品のいくつかにおいて繰り返していたことであったとしてもだ。ただし、『第3番』が『第1番』よりも創意に欠けていたとしても、この協奏曲全体に美点がないということを意味するわけではない。
伝記作者であり音楽学者のジョン・ウォラック（John Warrack）は、違う側面から『協奏曲第3番』の価値について述べている。「純粋に管弦楽のための素材から改作されたというしるしはほとんど見られない。ピアノ・パートの音形は自然なものである。オーケストラが独立した幅広いメロディーに集中しているとき、ピアノのパッセージは装飾的な役割以上のものはほぼ果たしていないが、これはチャイコフスキーのピアノ協奏曲の様式から外れていない」。
ウォラックが矛盾していると考えることはできるだろうか? 彼は「改作のしるしはほとんど見られない」という一方で、「パッセージは……装飾的な役割以上のものはほとんど果たしていない」、このようなパッセージは他の2曲によりも『第3番』に見られると認めている。これ自体が悪いことではないだろうが、素材の提示と配列におけるバランスをとらずにオーケストラを「独立した幅広いメロディー」に集中させていることは、協奏曲が「その素材の段階においてハンディを負っている」というブラウンの立場に利するものだろう。
チャイコフスキーはこの曲が単一楽章のままとなるのか、それとも3楽章制になるのかという最終的な形式のこと、またそもそもコンサート用の楽曲としての体裁をなしているのか否かということを決めるにあたって、ディエメの助力を頼りにしていたのかもしれない。チャイコフスキーは自分の協奏曲とそれに類する形式の作品に対して、献呈予定者からの批評や助言を求めずには居られない性質であった。彼が受け取った批評とそれに対する彼自身の反応はないまぜになっているが、彼がそのように助言を求めた態度は一貫している。ディエメが何かしらの意見を述べていたとして、それが楽曲の大幅な改編に繋がる可能性はあったであろうし、そうなれば曲はおそらくより良いものになったことだろう。それはタネーエフがさらに何かを言っていたとしても同様である。
ブラウンや『ピアノ協奏曲第3番』に対する他の中傷者たちが避けているように思われるのは、この作品が完全に書き終わったものと判定できないという、論議の余地のない点である。チャイコフスキーは出版のためにこの曲をユルゲンソン社に送らなかった。たとえ委任出版をしたタネーエフには十分に完成しているように見えたとしても、チャイコフスキーがもっと長く生きたとしてこの曲をどのように変更あるいは推敲したかについては手がかりが全くないのである。
『ピアノ協奏曲第3番』は、マーラーの『交響曲第10番』あるいはバルトークの『ヴィオラ協奏曲』よりずっと完成形ではあるが、実際にはそれらと同様音楽上の「もしも」というカテゴリに属していて、それを踏まえた上で捉えられなければならないのである。

## 楽器編成
フルート3（3番はピッコロ持ち替え）、オーボエ2、クラリネット2、ファゴット2、ホルン4、トランペット2、トロンボーン3、チューバ、ティンパニ（3個）、弦5部

## 演奏時間
約14分

## 楽曲構成

### 第1楽章
アレグロ・ブリランテ
ファゴットによる主要主題の提示で曲は開始される。ソリストがすぐに続き、続いてト長調で第2の主題群の導入を行う。提示部はチャイコフスキーの楽曲ではしばしば見られる3つの主題による形式を取っており、主要主題の後にくる経過句は幾分引き締まった感じを与える。しかしモースの主張するところによれば、トゥッティによる開始主題および主調の確保のあと、すぐさま緊張から解き放たれる。曲は『協奏曲第2番』のように調性的な縛りを強化していきはせず、第2の主題群が離れた調で導入されることにより打ち破られてしまうのである。代わりにチャイコフスキーは「怖気づいてしまったよう」になり、曲は新たな調性の領域にあたる第3の主要主題へと移っていく（変ホ長調からト長調 - 順序こそ逆であるものの第2協奏曲と同じ推移である）。この新たな主題は優しく魅力的なものであり、ピアノに対しオーボエとファゴットが解決しない不協和音により対位法的に加わると、より哀調を帯びてくるようになる。この第2主題に付属する活発な結句も、また魅力的である。曲は突如変ホ長調に戻り、この部分および続く部分がコデッタに対していくらか和声的な対比をもたらしているのであるが、この箇所が以前は締まりのない控えめなものだったとモースは述べている。
展開部は調子よく始まる。チャイコフスキーは第1主題からその中核をなす生き生きした楽想を抜き出し、全音音階をなすバスの上で敷衍することでより刺激的なものにしている。同様に賞賛に値するのがのちに現れる、第1主題の断片の拡大がカデンツァに先立つ雄大なカンタービレのパッセージを形成する部分である。音楽的なドラマの頂点において、チャイコフスキーはやっと交響曲の構想から離れる。チャイコフスキーは『協奏曲2番』や『協奏的幻想曲』において、展開部全体に相当する、音楽的に不可欠な大規模のカデンツァを書いている。この2つのカデンツァは、常に見事な名人芸に覆われてはいないとはしても、演奏効果の豊富な助けを得ながら、素材が要求する可能性を効果的に汲みつくしている。『協奏曲第3番』におけるカデンツァは創造性にやや欠け、第2主題の第1楽節にほぼ支配されている。
ささやかな節約された筆致が続く。再現部は第1主題を入念に変形しており、3小節目で新しい展開が始まり、この新しい楽想を敷衍していく。この部分は、2部からなる第2主題が再現された後にも現れる。コーダではピアノが新たな展開を始め、これは先立って割愛された楽想が発展するときの対旋律となる。
チャイコフスキーは独奏パートを、作品全体のパッセージやスケールの無数の流れによって、またカデンツァにおけるトリルの揺らめきを通して、ディエメに適するように仕立てていたと考えられる。ディエメルの弟子の一人であるラザール・レヴィ（Lazare Lévy）はフランスの楽壇に影響を及ぼしたピアニストだが、ディエメについて「彼の演奏の驚くべき正確さや、名高いトリル、様式の厳格さが、彼を誰もが望むような素晴らしいピアニストにしていた」と述べている。このような証言を心に留めると、ディエメを想像せずに『協奏曲第3番』を聴くことは難しいだろう。

### 第2楽章以降
前述の通り、チャイコフスキーはこの曲の第2・第3楽章を完成させていない。タネーエフがチャイコフスキーのスケッチにもとづいて再構成した曲が『アンダンテとフィナーレ』である。